# Stenoxia contenta
Stenoxia contenta är en fjärilsart som beskrevs av Dyar 1914. Stenoxia contenta ingår i släktet Stenoxia och familjen nattflyn. Inga underarter finns listade i Catalogue of Life.